# Renault R25
A Renault R25 egy Formula–1-es autó, amelyet a Renault F1 tervezett és versenyeztetett a 2005-ös Formula–1 világbajnokság során. Az alvázat Bob Bell, James Allison, Tim Densham és Dino Toso tervezte, Pat Symonds felügyelte az autó tervezését és gyártását, mint műszaki igazgató, Bernard Dudot pedig a motortervezést vezette. Az R25-ös megnyerte mind az egyéni, mind a konstruktőri bajnokságot, ami az első cím, amelyet francia licenccel versenyző autó szerzett a Matra MS80 1969-es diadala óta. Ez volt az első bajnoki cím, amelyet Renault-motorral versenyző Formula–1-es autó szerzett a Williams FW19 1997-es bajnoki címe óta, és az első Enstone-ban készült autó a Benetton B195 óta, amely bajnoki címet szerzett.

## A szezon
A szezon során az autó számos ponton lassabbnak bizonyult a McLaren MP4-20-nál, a győzelmek száma 8–10 volt a McLaren javára. A szezonban Fernando Alonso és Giancarlo Fisichella vezette az autókat. A megbízhatóság és a következetesség végül győzedelmeskedett, Alonso megszerezte az egyéni világbajnoki címet, többségében Fisichellát hátráltatták a műszaki problémák a szezonban, ő a világbajnoki pontverseny ötödik helyén zárt. Napjainkig ez volt az utolsó autó, amely V10-es szívómotorral szerzett világbajnoki címet. Győzelmével Alonso lett akkoriban minden idők legfiatalabb Formula 1-es világbajnoka, az ő rekordját Lewis Hamilton döntötte meg 2008-ban.
Ez az autó a Michelin első (és egyben utolsó előtti) bajnoki címét is megszerezte a Formula–1-be való visszatérése óta, mivel a 2006-os szezonban a Renault-val (az R26 2006-os specifikációjú autóval) ismét megnyerte a bajnoki címet, ami az utolsó volt a francia gumigyártó számára ezidáig, mivel 2006-ban kivonultak a Formula–1-ből. Az R25 volt 1991 óta az első konstruktőri bajnokságot megnyerő autó, amelyet nem Adrian Newey vagy Rory Byrne tervezett.
A 19 futam alatt 191 pontot, 8 győzelmet és 15 dobogós helyezést ért el a konstrukció, és 18 futam során mindössze kétszer maradt le teljesen a pontszerző helyekről (nem számítva az Egyesült Államok Nagydíját, ahol mindkét Renault-pilóta - az összes Michelin-abroncsos versenyzőtársukhoz hasonlóan - visszalépett a rajt előtt).
2020. december 11-én Alonso 15 év után először vezette az autót az abu-dzabi nagydíj hétvégéjén egy bemutató keretein belül. Az autó az eredeti Michelin barázdált abroncsok helyett Pirelli demo slick gumikat használt.

## Eredmények
| Év   | Csapat  | Motor        | Gumik | Pilóták              | 1   | 2   | 3   | 4   | 5   | 6   | 7   | 8   | 9   | 10  | 11  | 12  | 13  | 14  | 15  | 16  | 17  | 18  | 19  | Pontok | Helyezés |
| ---- | ------- | ------------ | ----- | -------------------- | --- | --- | --- | --- | --- | --- | --- | --- | --- | --- | --- | --- | --- | --- | --- | --- | --- | --- | --- | ------ | -------- |
| 2005 | Renault | Renault RS25 | M     |                      | AUS | MAL | BHR | SMR | ESP | MON | EUR | CAN | USA | FRA | GBR | GER | HUN | TUR | ITA | BEL | BRA | JPN | CHN | 191    | 1.       |
| 2005 | Renault | Renault RS25 | M     | Fernando Alonso      | 3   | 1   | 1   | 1   | 2   | 4   | 1   | KI  | NI  | 1   | 2   | 1   | 11  | 2   | 2   | 2   | 3   | 3   | 1   | 191    | 1.       |
| 2005 | Renault | Renault RS25 | M     | Giancarlo Fisichella | 1   | KI  | KI  | KI  | 5   | 12  | 6   | KI  | NI  | 6   | 4   | 4   | 9   | 4   | 3   | KI  | 5   | 2   | 4   | 191    | 1.       |